# 明治神宮野球大会 高校の部 (沖縄県勢)
明治神宮野球大会高校の部における沖縄県勢の成績について記す。

## 大会結果
| 大会                 | 代表校                   | 試合結果 | 試合結果           | 備考        |
| -------------------- | ------------------------ | -------- | ------------------ | ----------- |
| 第7回大会（1976年）  | 普天間（初出場）         | 1回戦    | ● 3 - 14 東北      | 7回コールド |
| 第20回大会（1989年） | 宮古（初出場）           | 1回戦    | ● 0 - 1 東北       | 延長10回    |
| 第28回大会（1997年） | 沖縄水産（初出場）       | 1回戦    | ○ 8 - 3 仙台育英   |             |
| 第28回大会（1997年） | 沖縄水産（初出場）       | 準決勝   | ○ 14 - 3 敦賀気比  |             |
| 第28回大会（1997年） | 沖縄水産（初出場）       | 決勝     | ● 3 - 5 横浜       |             |
| 第40回大会（2009年） | 嘉手納（初出場）         | 2回戦    | ● 6 - 7 大垣日大   |             |
| 第43回大会（2012年） | 沖縄尚学（初出場）       | 2回戦    | ● 1 - 2x 北照      |             |
| 第44回大会（2013年） | 沖縄尚学（2年連続2回目） | 1回戦    | ○ 8 - 3 関東一     |             |
| 第44回大会（2013年） | 沖縄尚学（2年連続2回目） | 2回戦    | ○ 5 - 3 駒大苫小牧 |             |
| 第44回大会（2013年） | 沖縄尚学（2年連続2回目） | 準決勝   | ○ 11 - 1 岩国      | 5回コールド |
| 第44回大会（2013年） | 沖縄尚学（2年連続2回目） | 決勝     | ○ 9 - 8 日本文理   |             |
| 第53回大会（2022年） | 沖縄尚学（9年ぶり3回目） | 2回戦    | ● 4 - 5x 仙台育英  |             |
| 第55回大会（2024年） | 沖縄尚学（2年ぶり4回目） | 2回戦    | ● 5 - 11 敦賀気比  |             |